# تعليم الإحصاء
تعليم الإحصاء هو ممارسة تدريس وتعلم الإحصاء، إلى جانب البحث العلمي المرتبط به.
الإحصاء هو علم شكلي ونظرية عملية للبحث العلمي، وكلا الجانبين يؤخذ في الاعتبار في تعليم الإحصاء. التعليم في الإحصاء له اهتمامات مماثلة كما هو الحال بالنسبة للتعليم في العلوم الرياضية الأخرى، مثل المنطق والرياضيات وعلوم الحاسوب. في الوقت نفسه، تهتم الإحصائيات بالاستدلال القائم على الأدلة، لا سيما مع تحليل البيانات. لذلك، فإن التعليم في الإحصاء له أوجه تشابه قوية مع التعليم في التخصصات التجريبية مثل علم النفس والكيمياء، حيث يرتبط التعليم ارتباطًا وثيقًا بالتجربة "العملية".
غالبًا ما يعمل علماء الرياضيات والإحصائيون في قسم العلوم الرياضية (خاصة في الكليات والجامعات الصغيرة). تم تدريس دورات الإحصاء في بعض الأحيان من قبل غير الإحصائيين، ضد توصيات بعض المنظمات المهنية للإحصائيين والرياضيين.
يعد البحث في تعليم الإحصاء مجالًا ناشئًا نشأ من تخصصات مختلفة ويؤسس نفسه حاليًا كمجال فريد مكرس لتحسين إحصاءات التدريس والتعلم في جميع المستويات التعليمية.